# Ак Илбирс (кинопремия, 2017)
6-я церемония вручения наград киргизской Национальной кинопремии «Ак Илбирс» за 2016 год состоялась 14 апреля 2017 года в кинотеатре Манас. Кинопремия «Ак илбирс» была учреждена в 2012 году в целях признания заслуг и достижений деятелей национального кинематографа, а также создания стимула для развития отечественного кино. Основателями являются — Садык Шер-Нияз, Эрнест Абдыжапаров, Артыкпай Суюндуков, Актан Арым Кубат, Таалайбек Кулмендеев, Нурлан Абдыкадыров, Темир Бирназаров, Марат Сарулу. Церемония вручения кинопремии проводится ежегодно по итогам ушедшего года.

## Специальные призы
- «Ак Илбирс» — Мару Ташимовичу Байджиеву «За вклад в Национальный кинематограф»[6] (Народный писатель, Заслуженный деятель искусства Кыргызской ССР. Академик Национальной киноакадемии Кыргызстана, почётный профессор, отличник кинематографии СССР.)
- «Ак Илбирс» — Ходжакули Нарлиеву «За вклад в Мировой кинематограф»[7] (Советский, туркменский кинорежиссёр, сценарист и кинооператор. Лауреат Государственной премии СССР, член Президиума Российской Академии кинематографических искусств «Ника»).

## Список лауреатов и номинантов
• Победители выделены отдельным цветом. 
| Категории | Лауреаты и номинанты |
| --- | --- |
| Лучший зрительский фильм награду вручали продюсер, президент Гильдии Продюсеров Кыргызстана Эмир Сарпашев, Продюсер Эрке Джумакматова | • «План Б» (режиссёр: Бакыт Осмонканов, Жениш Майрамбек уулу)                                                                     |
| Лучший зрительский фильм награду вручали продюсер, президент Гильдии Продюсеров Кыргызстана Эмир Сарпашев, Продюсер Эрке Джумакматова | • м/ф «Завещание отца» (режиссёры: Бакыт Мукул и Дастан Жапар уулу)                                                               |
| Лучший зрительский фильм награду вручали продюсер, президент Гильдии Продюсеров Кыргызстана Эмир Сарпашев, Продюсер Эрке Джумакматова | • «Мунабия» (режиссёр: Таалайбек Кулмендеев)                                                                                      |
| Лучший монтаж награду вручали Кинокритик, член ФИПРЕССИ Гульбара Толомушова, Президент федерации каскадёров Ракатбек Бердикеев | • Актан Рыскелдиев — «Завещание отца»                                                                                             |
| Лучший монтаж награду вручали Кинокритик, член ФИПРЕССИ Гульбара Толомушова, Президент федерации каскадёров Ракатбек Бердикеев | • Элдияр Мадаким — м/ф «Мунабия»                                                                                                  |
| Лучший монтаж награду вручали Кинокритик, член ФИПРЕССИ Гульбара Толомушова, Президент федерации каскадёров Ракатбек Бердикеев | • Элдияр Мадаким — «План Б» |
| Лучший звукорежиссёр награду вручали Звукорежиссёр, лауреат Национальной кинопремии АК Илбирс Бакыт Ниязалиев, Актриса, режиссёр Асема Токтобекова | • Калыбек Шерниязов — «Мунабия»                                                                                                   |
| Лучший звукорежиссёр награду вручали Звукорежиссёр, лауреат Национальной кинопремии АК Илбирс Бакыт Ниязалиев, Актриса, режиссёр Асема Токтобекова | • Керимбек Омуркоджоев, Нурлан Разакулов — м/ф «Завещание отца»                                                                   |
| Лучший звукорежиссёр награду вручали Звукорежиссёр, лауреат Национальной кинопремии АК Илбирс Бакыт Ниязалиев, Актриса, режиссёр Асема Токтобекова | • Нурлан Разакулов — «Кыргыз-казак бир тууган»                                                                                    |
| Лучший художник награду вручали Режиссёр мультипликатор, Народный художник КР, Лауреат Специального приза АК ИЛБИРС «За выдающийся вклад в национальный кинематограф» Сагын Ишенов, Художник аниматор, лауреат Национальной кинопремии Ак Илбирс Толгобек Койчуманов             | • Урмат Осмоев — м/ф «Завещание отца»                                                                                             |
| Лучший художник награду вручали Режиссёр мультипликатор, Народный художник КР, Лауреат Специального приза АК ИЛБИРС «За выдающийся вклад в национальный кинематограф» Сагын Ишенов, Художник аниматор, лауреат Национальной кинопремии Ак Илбирс Толгобек Койчуманов             | • Байыш Исманов — «Кыргыз-казак бир тууган»                                                                                       |
| Лучший художник награду вручали Режиссёр мультипликатор, Народный художник КР, Лауреат Специального приза АК ИЛБИРС «За выдающийся вклад в национальный кинематограф» Сагын Ишенов, Художник аниматор, лауреат Национальной кинопремии Ак Илбирс Толгобек Койчуманов             | • Абылкасым Исмаилов — «Мунабия»                                                                                                  |
| Лучший композитор награду вручали Композитор, Председатель Союза композиторов Кыргызстана Турдубек Чокиев, Актёр, композитор Съездбек Искеналиев | • Мурзалы Жээнбаев — «Мунабия» |
| Лучший композитор награду вручали Композитор, Председатель Союза композиторов Кыргызстана Турдубек Чокиев, Актёр, композитор Съездбек Искеналиев | • Ролан Сейитбеков — «План Б» |
| Лучший композитор награду вручали Композитор, Председатель Союза композиторов Кыргызстана Турдубек Чокиев, Актёр, композитор Съездбек Искеналиев | • Мурзалы Жээнбаев — «Кыргыз-казак бир тууган»                                                                                    |
| Лучший сценарий награду вручали Сценарист, кинорежиссёр Эрнест Абдыжапаров, Искусствовед, Заслуженный деятель культуры Кыргызской Республики Екатерина Лузанова | • Дастан Жапар уулу и Бакыт Мукул — «Завещание отца»                                                                              |
| Лучший сценарий награду вручали Сценарист, кинорежиссёр Эрнест Абдыжапаров, Искусствовед, Заслуженный деятель культуры Кыргызской Республики Екатерина Лузанова | • Таалайбек Кулмендеев — «Мунабия»                                                                                                |
| Лучший сценарий награду вручали Сценарист, кинорежиссёр Эрнест Абдыжапаров, Искусствовед, Заслуженный деятель культуры Кыргызской Республики Екатерина Лузанова | • Жениш Майрамбек уулу — «План Б»                                                                                                 |
| Лучшая операторская работа награду вручали Кинооператор, член азиатской киноакадемии Мурат Алиев, Продюсер художественного фильма «Курманжан Датка» Жылдызкан Жолдошева | • Акжол Бекболотов — «Завещание отца»                                                                                             |
| Лучшая операторская работа награду вручали Кинооператор, член азиатской киноакадемии Мурат Алиев, Продюсер художественного фильма «Курманжан Датка» Жылдызкан Жолдошева | • Сапар Койчуманов — «Кыргыз-казак бир тууган»                                                                                    |
| Лучшая операторская работа награду вручали Кинооператор, член азиатской киноакадемии Мурат Алиев, Продюсер художественного фильма «Курманжан Датка» Жылдызкан Жолдошева | • Марс Умаров — «Мунабия» |
| Лучшая женская роль награду вручали Киноактёр Эмиль Борончиев, актёр, режиссёр Мурат Мамбетов | • Мээрим Атантаева — «Мунабия» |
| Лучшая женская роль награду вручали Киноактёр Эмиль Борончиев, актёр, режиссёр Мурат Мамбетов | • Айжан Аденова — «План Б» |
| Лучшая женская роль награду вручали Киноактёр Эмиль Борончиев, актёр, режиссёр Мурат Мамбетов | • Жамиля Сыдыкбаева — «Бажарики»                                                                                                  |
| Лучшая мужская роль награду вручали [Народная артистка КР Назира Мамбетова, Актриса Таалайкан Абазова | • Иман Мукул — «Завещание отца»                                                                                                   |
| Лучшая мужская роль награду вручали [Народная артистка КР Назира Мамбетова, Актриса Таалайкан Абазова | • Назым Мендебаиров — «Мунабия»                                                                                                   |
| Лучшая мужская роль награду вручали [Народная артистка КР Назира Мамбетова, Актриса Таалайкан Абазова | • Назым Мендебаиров — «Кыргыз-казак бир тууган»                                                                                   |
| Лучшая режиссёрская работа награду вручали Режиссёр, лауреат международных кинофестивалей, Президент ПЕН клуба Центральной Азии Дальмира Тилепбергенова, Режиссёр, художественный руководитель Государственного Русского драматического театра им. Ч. Айтматова Нурлан Асанбеков | • Бакыт Мукул и Дастан Жапар уулу — «Завещание отца»                                                                              |
| Лучшая режиссёрская работа награду вручали Режиссёр, лауреат международных кинофестивалей, Президент ПЕН клуба Центральной Азии Дальмира Тилепбергенова, Режиссёр, художественный руководитель Государственного Русского драматического театра им. Ч. Айтматова Нурлан Асанбеков | • Нурлан Абдыкадыров — «Кыргыз-казак бир тууган»                                                                                  |
| Лучшая режиссёрская работа награду вручали Режиссёр, лауреат международных кинофестивалей, Президент ПЕН клуба Центральной Азии Дальмира Тилепбергенова, Режиссёр, художественный руководитель Государственного Русского драматического театра им. Ч. Айтматова Нурлан Асанбеков | • Таалайбек Кулмендеев — «Мунабия»                                                                                                |
| Лучший документальный фильм награду вручали Режиссёр, Народный артист КР Бакыт Карагулов, Директор Национальной киностудии «Кыргызфильм» им. Толомуша Океева Гульмира Керимова                                                                                                   | • «Весной мои мечты сбудутся» — режиссёр: Аманбек Ажымат                                                                          |
| Лучший документальный фильм награду вручали Режиссёр, Народный артист КР Бакыт Карагулов, Директор Национальной киностудии «Кыргызфильм» им. Толомуша Океева Гульмира Керимова                                                                                                   | • «Каратегинден кат» — режиссёр: Жаныл Жусупжан                                                                                   |
| Лучший документальный фильм награду вручали Режиссёр, Народный артист КР Бакыт Карагулов, Директор Национальной киностудии «Кыргызфильм» им. Толомуша Океева Гульмира Керимова                                                                                                   | • «Спасибо доктор» — режиссёр: Адилет Каржоев                                                                                     |
| Лучший короткометражный фильм награду вручали Юрист компании Каликова асошиэйтс Эрмек Мамаев, Директор детско-юношеского кинофестиваля Карек Толкун Дайырбекова | • «Олжо» — режиссёр: Болсунбек Таалайбек уулу                                                                                     |
| Лучший короткометражный фильм награду вручали Юрист компании Каликова асошиэйтс Эрмек Мамаев, Директор детско-юношеского кинофестиваля Карек Толкун Дайырбекова | • «Дубурт» — режиссёр: Бектурган Кундузбеков                                                                                      |
| Лучший короткометражный фильм награду вручали Юрист компании Каликова асошиэйтс Эрмек Мамаев, Директор детско-юношеского кинофестиваля Карек Толкун Дайырбекова | • «Мелдеш» — режиссёр: Акыйкат Аскаров                                                                                            |
| Лучший фильм награду вручали Кинорежиссёр, Народный артист КР, Лауреат Специального приза АК ИЛБИРС «За выдающийся вклад в национальный кинематограф» Геннадий Базаров, Кинорежиссёр, лауреат кинопремии АК ИЛБИРС в номинации «Лучший фильм Центральной Азии» Акан Сатаев       | • «Завещание отца» — (режиссёры: Бакыт Мукул и Дастан Жапар уулу, продюсеры: Гульмира Керимова, Эрмек Мукул, Талантбек Толобеков) |
| Лучший фильм награду вручали Кинорежиссёр, Народный артист КР, Лауреат Специального приза АК ИЛБИРС «За выдающийся вклад в национальный кинематограф» Геннадий Базаров, Кинорежиссёр, лауреат кинопремии АК ИЛБИРС в номинации «Лучший фильм Центральной Азии» Акан Сатаев       | • «Мунабия» (режиссёр: Таалайбек Кулмендеев)                                                                                      |
| Лучший фильм награду вручали Кинорежиссёр, Народный артист КР, Лауреат Специального приза АК ИЛБИРС «За выдающийся вклад в национальный кинематограф» Геннадий Базаров, Кинорежиссёр, лауреат кинопремии АК ИЛБИРС в номинации «Лучший фильм Центральной Азии» Акан Сатаев       | • «План Б» (режиссёр: Бакыт Осмонканов)                                                                                           |
| Лучший фильм Центральной Азии награду вручали Кинорежиссёр, Народный артист КР Артыкпай Суюндуков, Координатор международного Азиатского кинофестиваля в Лос Анжелесе Асель Шерниязова                                                                                           | • «Дорога к матери» Казахстан (режиссёр: Акан Сатаев, продюсер: Ернар Курмашев)                                                   |
| Лучший фильм Центральной Азии награду вручали Кинорежиссёр, Народный артист КР Артыкпай Суюндуков, Координатор международного Азиатского кинофестиваля в Лос Анжелесе Асель Шерниязова                                                                                           | • «Сон обезьяны» Таджикистан (режиссёр: Руми Шоазимов)                                                                            |
| Лучший фильм Центральной Азии награду вручали Кинорежиссёр, Народный артист КР Артыкпай Суюндуков, Координатор международного Азиатского кинофестиваля в Лос Анжелесе Асель Шерниязова                                                                                           | • «Подробности осени» Узбекистан (режиссёр: Зулфикар Мусаков)                                                                     |
| Лучшая актриса Центральной Азии награду вручали Народный артист Кыргызской Республики Марат Алышпаев, Актёр, Режиссёр, художественный руководитель Кыргызской государственной филармонии им. Токтогула Сатылганова Алтынбек Максутов                                             | • Феруза Саидова фильм «Подробности осени» (режиссёр: Зулфикар Мусаков)                                                           |
| Лучшая актриса Центральной Азии награду вручали Народный артист Кыргызской Республики Марат Алышпаев, Актёр, Режиссёр, художественный руководитель Кыргызской государственной филармонии им. Токтогула Сатылганова Алтынбек Максутов                                             | • Зульфия Садыкова — фильм «Сон обезьяны» (режиссёр: Руми Шоазимов)                                                               |
| Лучшая актриса Центральной Азии награду вручали Народный артист Кыргызской Республики Марат Алышпаев, Актёр, Режиссёр, художественный руководитель Кыргызской государственной филармонии им. Токтогула Сатылганова Алтынбек Максутов                                             | • Алтынай Ногербек — фильм «Дорога к матери» (режиссёр: Акан Сатаев)                                                              |
| Лучший актёр Центральной Азии награду вручали Народная артистка Кыргызской Республики Жамал Сейдакматова, Актриса Джамиля Сыдыкбаева | • Баходур Миралибеков — фильм «Сон обезьяны» (режиссёр: Руми Шоазимов)                                                            |
| Лучший актёр Центральной Азии награду вручали Народная артистка Кыргызской Республики Жамал Сейдакматова, Актриса Джамиля Сыдыкбаева | • Адиль Ахмедов — фильм «Дорога к матери» (режиссёр: Акан Сатаев)                                                                 |
| Лучший актёр Центральной Азии награду вручали Народная артистка Кыргызской Республики Жамал Сейдакматова, Актриса Джамиля Сыдыкбаева | • Бахриддин Абдуллаев — фильм «Подробности осени» (режиссёр: Зулфикар Мусаков)                                                    |